# Жанет 45
„Жанет 45“ е издателска къща и полиграфически комплекс в Пловдив.

## История
Издателската къща е основана в град Пловдив през 1989 г. от поетесата Божана Апостолова. Съвременната българска поезия и проза заемат централно място в издателската политика на „Жанет 45“.

## Поредици
От 2001 г. издава поредиците „Поетики“ и „Гамбити“ за белетристичен и поетичен дебют, водени от поета Георги Господинов и литературния критик Борис Минков.
За преводната литература в ИК „Жанет 45“ отговаря Манол Пейков, който е управител там. Книгите са внимателно подбрани и структурирани в поредиците „Отвъд“, „Шеста кохорта“, „Индийската поредица“, „Кубинската поредица“ и „Кратки разкази завинаги“. От 2014 г. под ръководството на Пейков започва издаването на Granta България, списание за съвременна литература, където допирна точка намират български и чужди автори.

## Награди

### Награди за издателството
През 2004 г. издаденият от издателството роман „Екзекуторът“ от Стефан Кисьов печели наградата „Български роман на годината“ на фондация „Вик“. Роман на издателството – „Захвърлен в природата“ на Милен Русков – печели същата награда и при шестото ѝ, последно издание. Романи, издавани от издателството, са носители на 7 номинации за наградата.
Книги на издателството редовно са номинирани и печелят и наградата „Хеликон“ за съвременна българска проза – носители на наградата са романът „Поражението“ на Константин Илиев (2003), сборникът с разкази „Господи, помилуй“ на Деян Енев (2004), романът „Кръглата риба“ на Момчил Николов (2008) и романите „Името“ (2012) и „Една и съща нощ“ (2014) на Христо Карастоянов.
ИК „Жанет 45“ е носител на следните национални и международни награди: „Бронзов лъв“ (2002) за цялостен принос в издаването на съвременна българска литература; „Христо Г. Данов“ за българска художествена литература (2004) и за издание за деца (2007); „Константин Константинов“ (2005) за детска литература.

### Награда от издателството
ИК „Жанет 45“ учредява през 1994 г. Националната награда за поезия „Иван Николов“, връчвана ежегодно в две категории: за най-добра поетична книга и за цялостно творчество.